# 买买提江·阿布拉
买买提江·阿布拉（维吾尔语：مۇھەممەدجان ئابلا，拉丁维文：Muhemmedjan Abla，西里爾維文：Муһәммәдҗан Абла；1979年7月10日—2014年3月8日），新疆疏附人，中华人民共和国画家。
毕业于新疆师范大学美术学院美术教育专业，后任教于喀什师范学校，绘有油画作品《喀什之冬》、《热土》、《村庄的一天》等。2014年参加中国艺术代表团去马来西亚吉隆坡举办交流会，3月8日返航时，因马来西亚航空370号班机空难而离世。